# 威克洛山脈

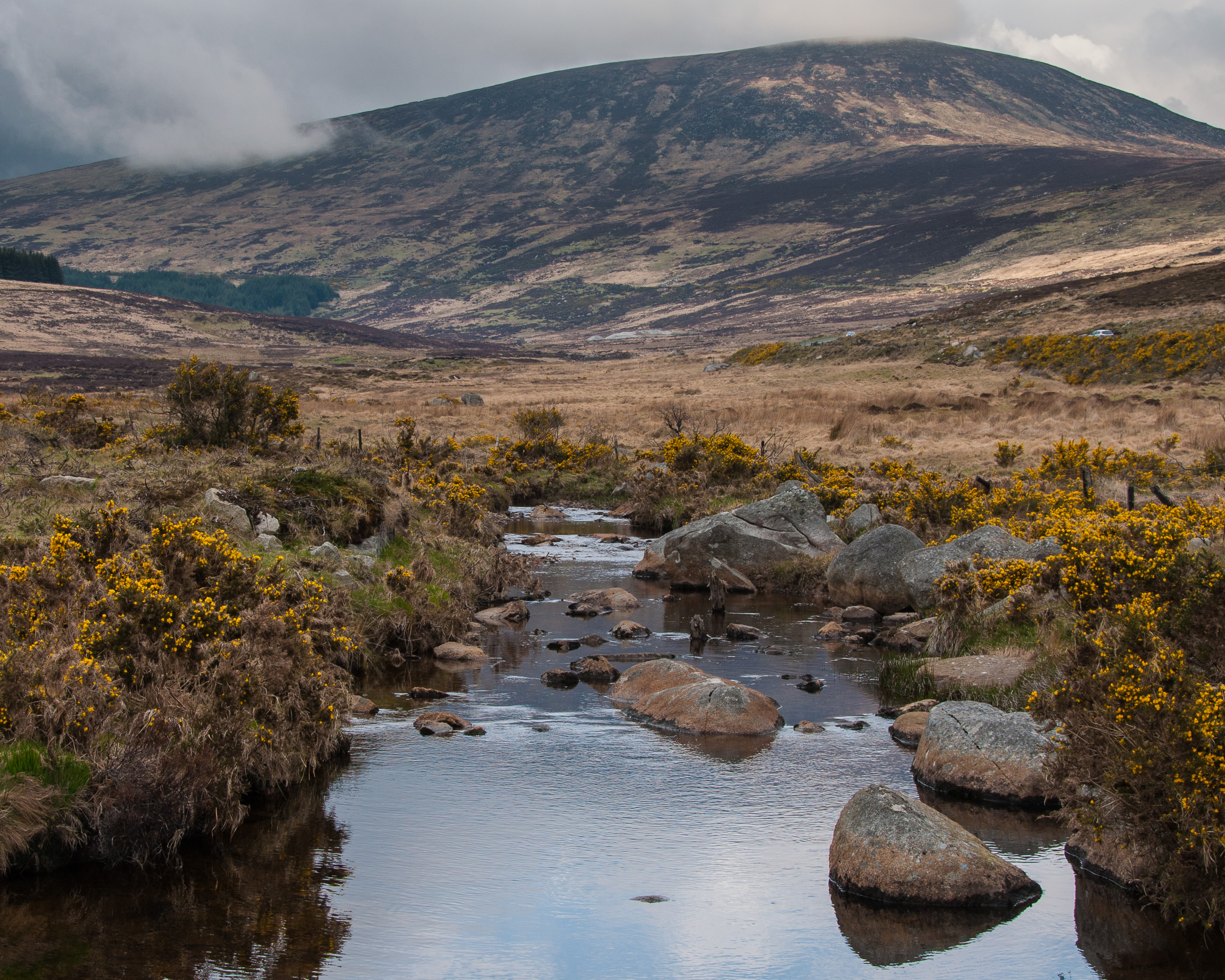

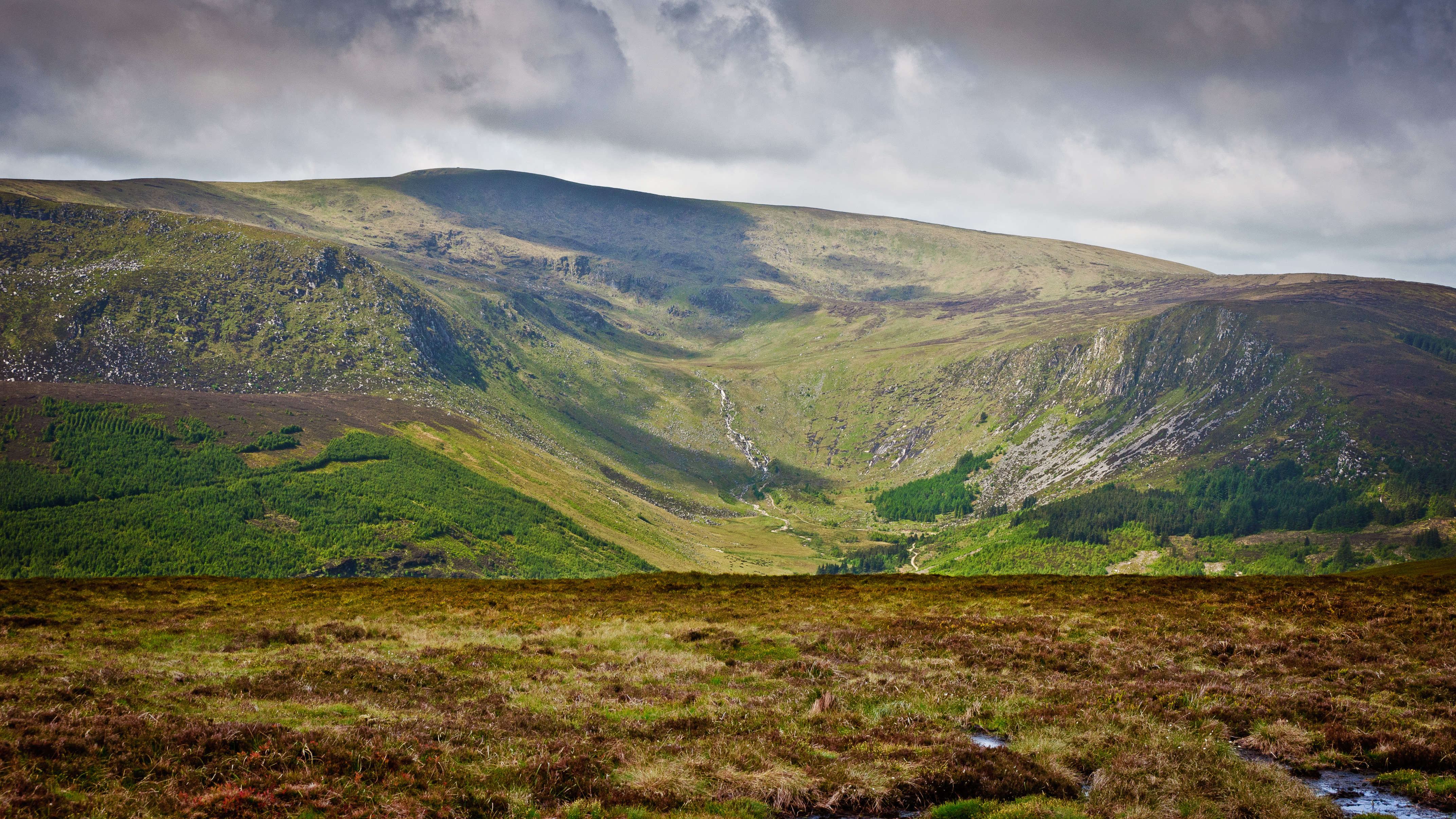

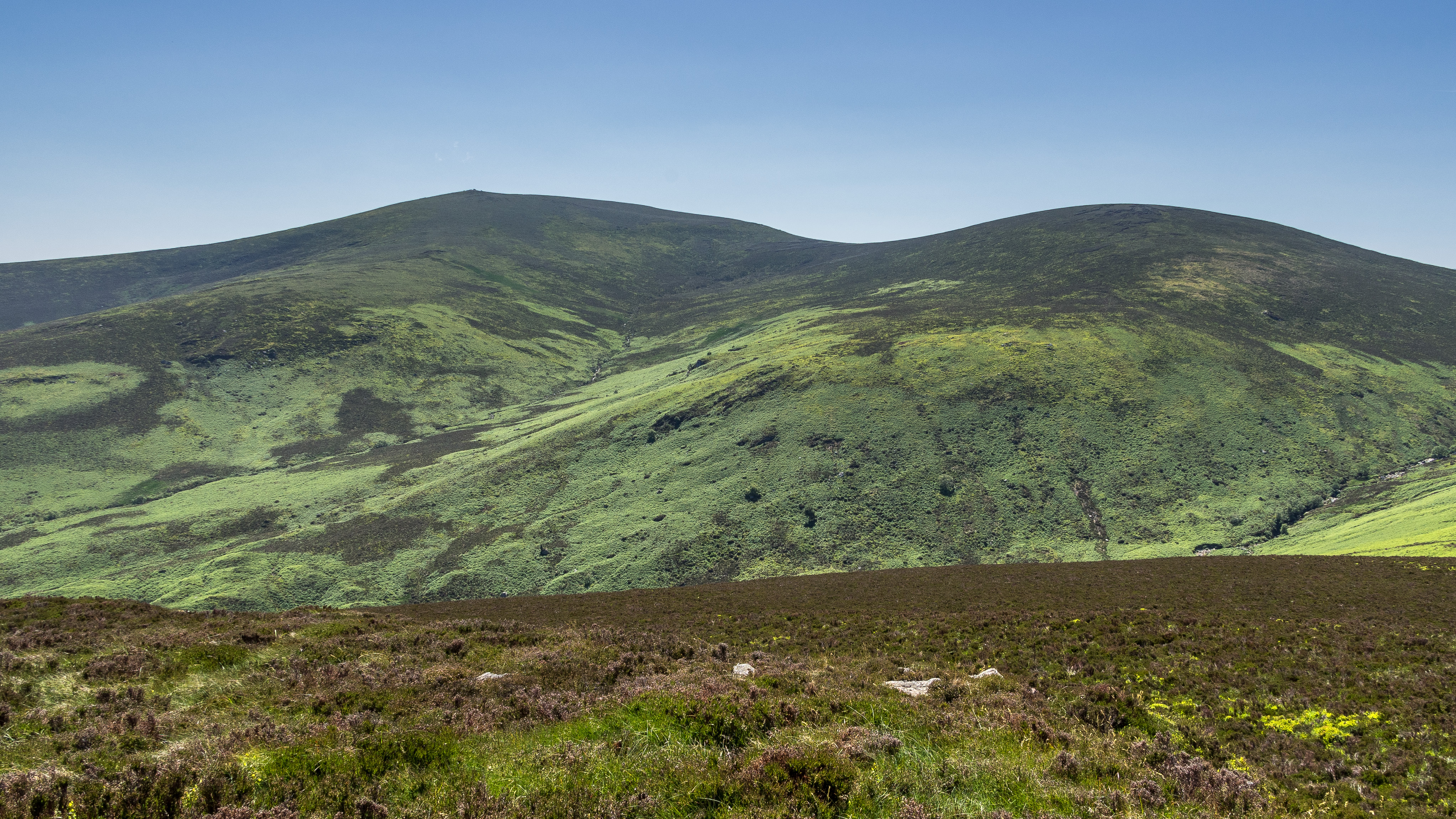

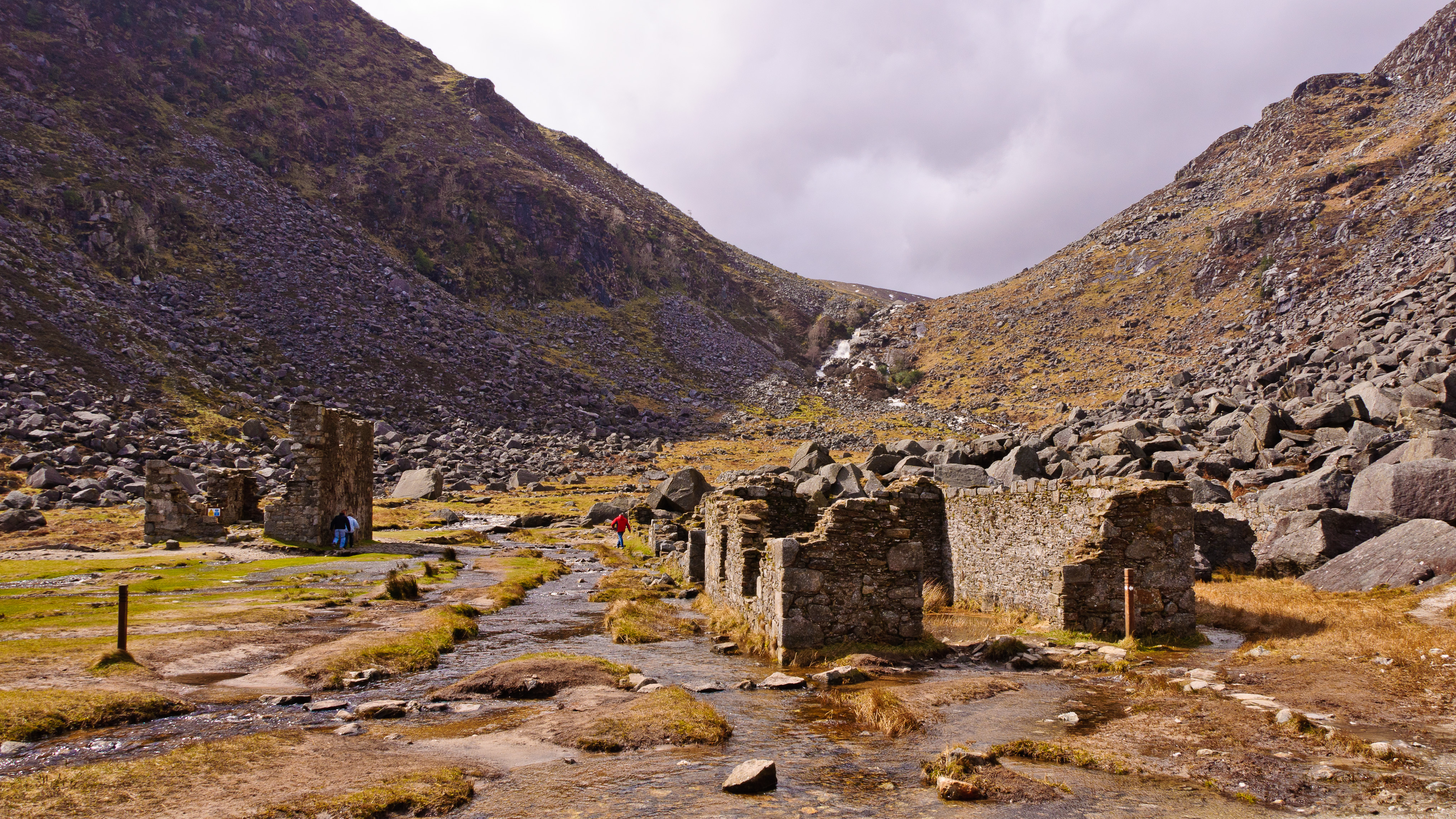

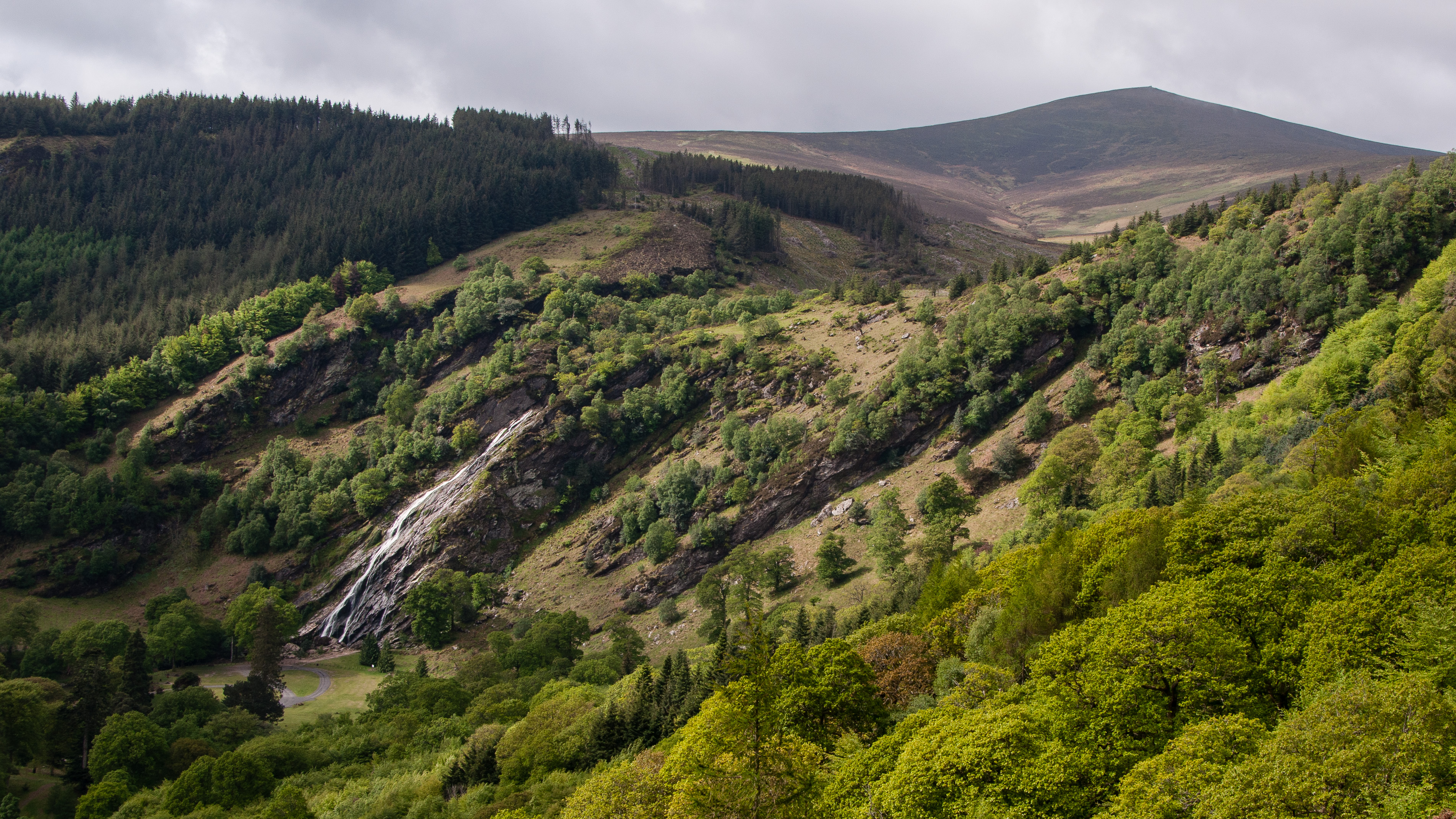

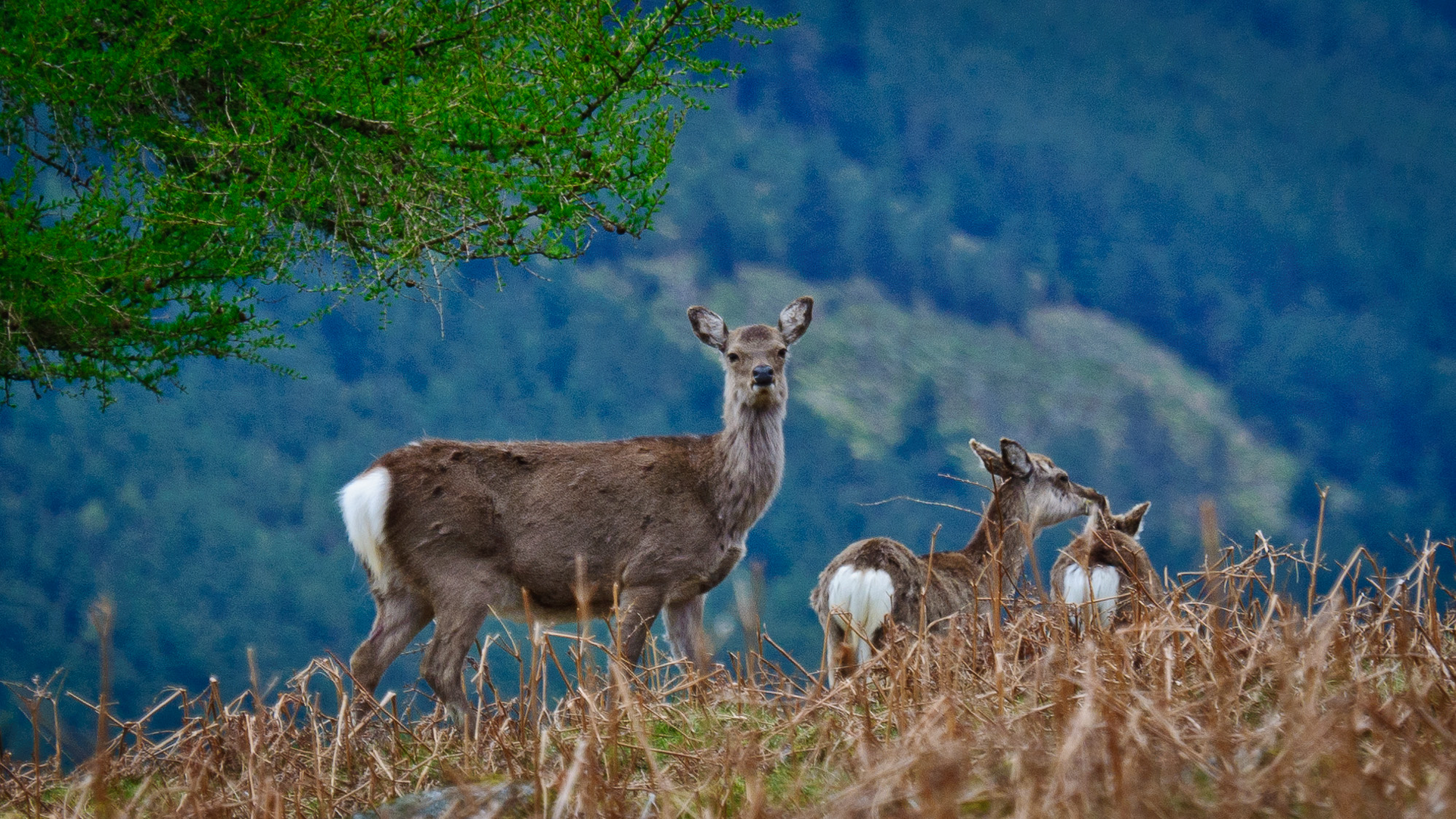

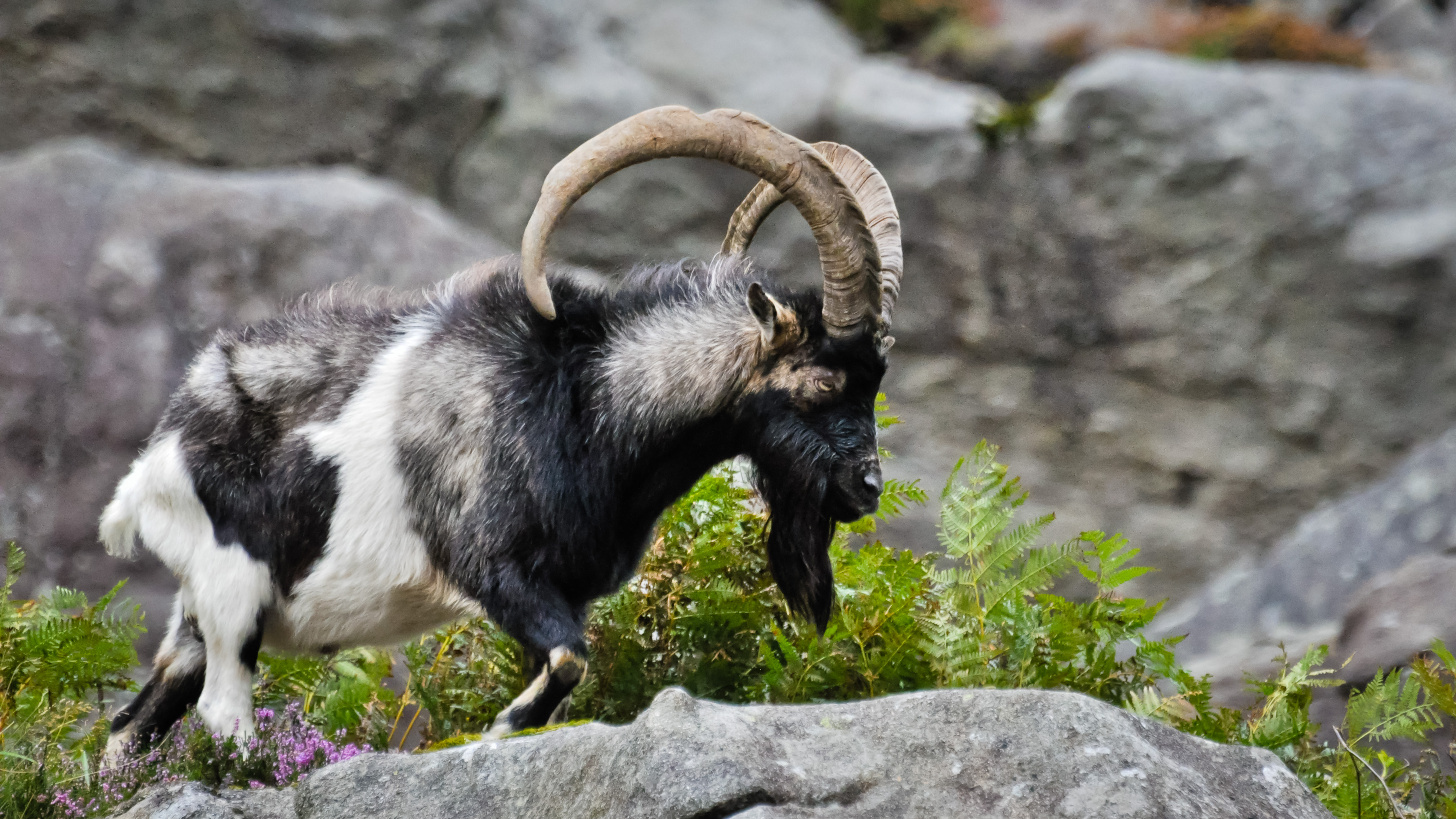

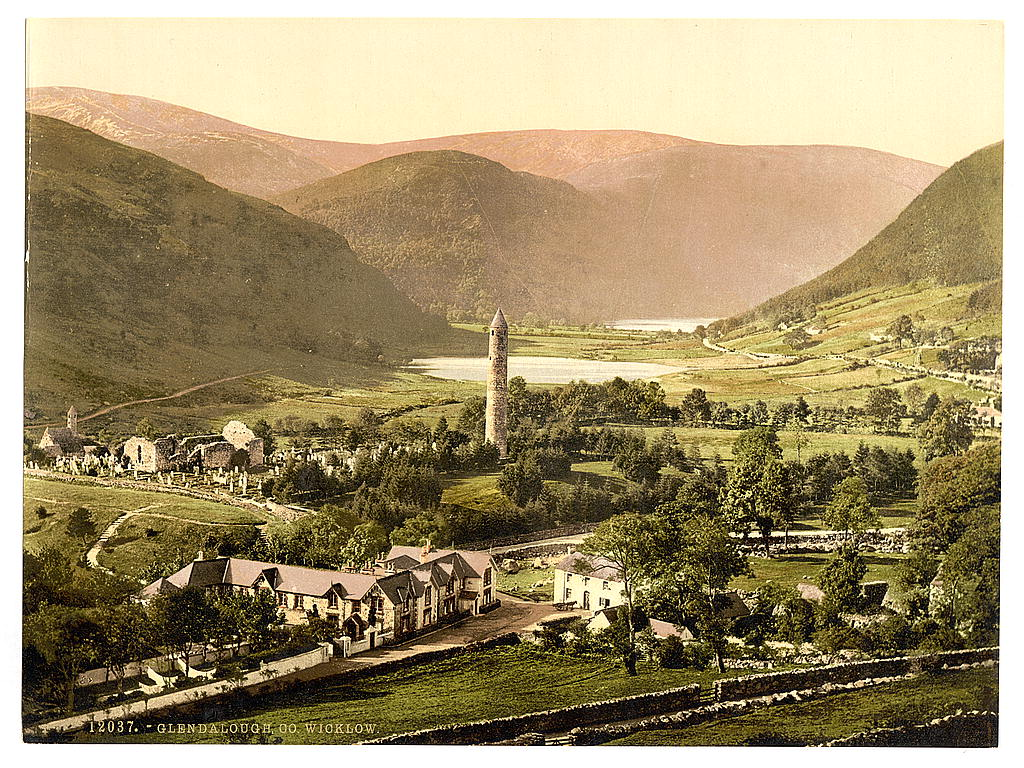

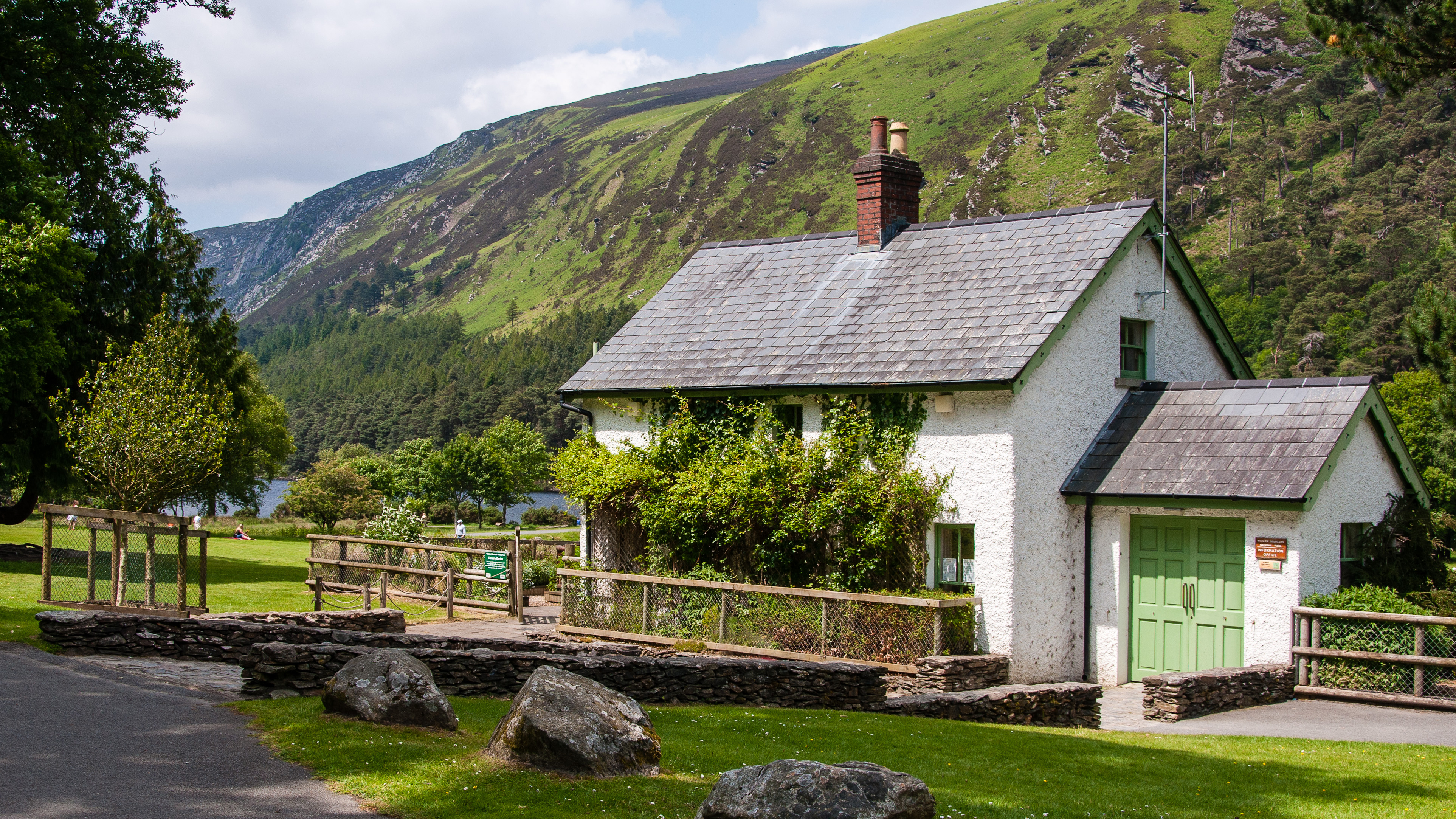

威克洛山脈是愛爾蘭的山脈，位於該國東南部，處於首都都柏林西南部，由倫斯特省負責管轄，最高點海拔高度925米，每年平均降雨量達2,000毫米。

## 外部連結
- Wicklow Mountains National Park（页面存档备份，存于）
- Dublin Mountains Partnership （页面存档备份，存于）
- Wicklow Cheviot Sheep Owners Association
- The Wicklow gold nugget